# ملتاز

رد فعل المالتاز

مالتاز أو مُنْتِيتّاز (بالإنجليزية: Maltase) هو إنزيم ينتمي لعائلة الفا جلوكوزيدات، ويقوم بتحويل المالتوز إلى غلوكوز في عملية الهضم.

## الموقع
يتواجد في اللعاب وفي عصارة البنكرياس، وقد تم العثور على هذا الانزيم في النباتات والبكتيريا والخميرة.

## رد الفعل
المالتاز هو الانزيم الذي يقوم بتحطيم المالتوز ديساكهارايد ، ويحفز على تحلل المالتوز إلى الغلوكوزات بسيطة السكر . يتم تصنيف نقص حمض المالتاز إلى ثلاثة أنواع منفصلة على أساس سن بداية ظهور الأعراض في المصابين بها.

## وصلات إضافية
```
Maltases
 في المكتبة الوطنية الأمريكية للطب 
نظام فهرسة المواضيع الطبية
 (
MeSH
).
```

- Structure and evolution of the mammalian maltase-glucoamylase and sucrase-isomaltase نسخة محفوظة 9 يوليو 2011 على موقع واي باك مشين.